# Ferdynand Hoesick
Ferdynand Hoesick (16. října 1867, Varšava – 13. dubna 1941, Varšava) byl polský knihkupec a nakladatel, spisovatel, literární historik a šéfredaktor novin Kurjer Warszawski.

## Životopis
Byl synem knihkupce a vydavatele Ferdynanda Wilhelma Hoesicka. Studoval na univerzitách v Rize, Heidelbergu, Krakově a na Sorbonně. Byl členem studentského spolku Welecja. V roce 1900 začal provozovat knihkupectví, od roku 1905 byl činný v Krakově a v roce 1924 se stal spolueditorem varšavského deníku Kurjera Warszawského.
Je autorem prvního literárního popisu Wołomina v knize Dom rodzicielski (1935). V roce 1937 mu byl udělen Zlatý vavřín Polské literární akademie. Byl velkým milovníkem Zakopaneho a Tater, turista a horolezec.
Oženil se s Zofií Lewenthalovou. Jeho vnučkou je spisovatelka Beatrix Podolska.

## Dílo
- Chopin. Życie i twórczość.
- Samotność (1895)
- Niedole małżeńskie (1915)
- Nemezis (1913)
- Życie Juliusza Słowackiego na tle współczesnej epoki (1896–1897)
- Miłość w życiu Zygmunta Krasińskiego (1899)
- Tatry i Zakopane. Przeszłość i teraźniejszość (1920–1931)